# Hospital de Santa Maria Nuova
'Hospital de Santa Maria Nuova (en italià: Ospedale di Santa Maria Nuova) és un hospital situat a Florència, Itàlia. És el centre mèdic més antic i en funcionament de la ciutat de Florència, i pot allotjar aproximadament 2000 pacients. Fundat entre 1285 i 1288, conserva en el seu interior obres artístiques d'importants mestres de la pintura, encara que algunes han estat traslladades a altres museus.

## Orígens

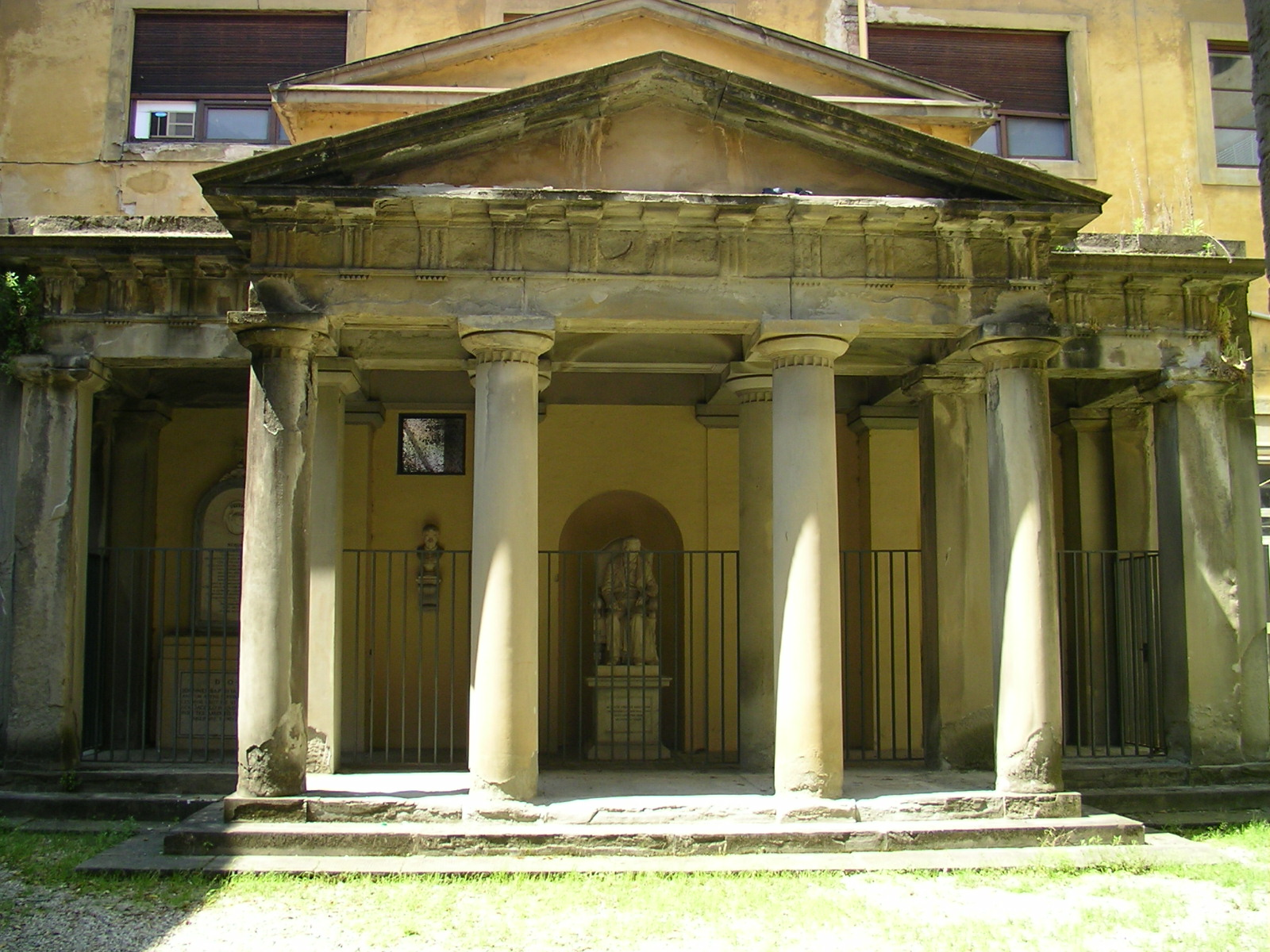
Claustre dels Ossos

L'hospital va ser fundat entre 1285 i 1288 per Folco Portinari, el pare de Beatrice Portinari, dama florentina idealitzada per Dante Alighieri a les seves obres literàries. Portinari va ser convençut de construir l'hospital per Monna Tessa, serventa de la família, les restes de la qual estan enterrades al Claustre dels Ossos del centre hospitalari. Segons documents de l'època, Portinari va adquirir el 1285 la parcel·la de terreny on es trobava la parròquia de San Michele dei Visdomini, lloc on es portaria a terme la construcció de l'hospital.
És una de les més antigues i importants institucions florentines d'assistència social, que va adquirir riquesa i poder a través dels segles gràcies a les donacions dels ciutadans, especialment durant la pesta de 1348. Es pot destacar, que l'hospital té un ampli llegat artístic, en estar decorat profusament per alguns dels grans artistes florentins. Algunes de les seves obres mestres s'exhibeixen als museus propers com el Spedale degli Innocenti i el Museu Nacional de San Marco. L'any 1300, el Monestir de San't Egidio, que hi era veí a l'hospital va ser incorporat al projecte hospitalari. Amb la nova addició, es va decidir dividir l'hospital en dues àrees, la secció femenina (situada a l'antic hospital) i la secció masculina (situada al monestir)

## El Quattrocento

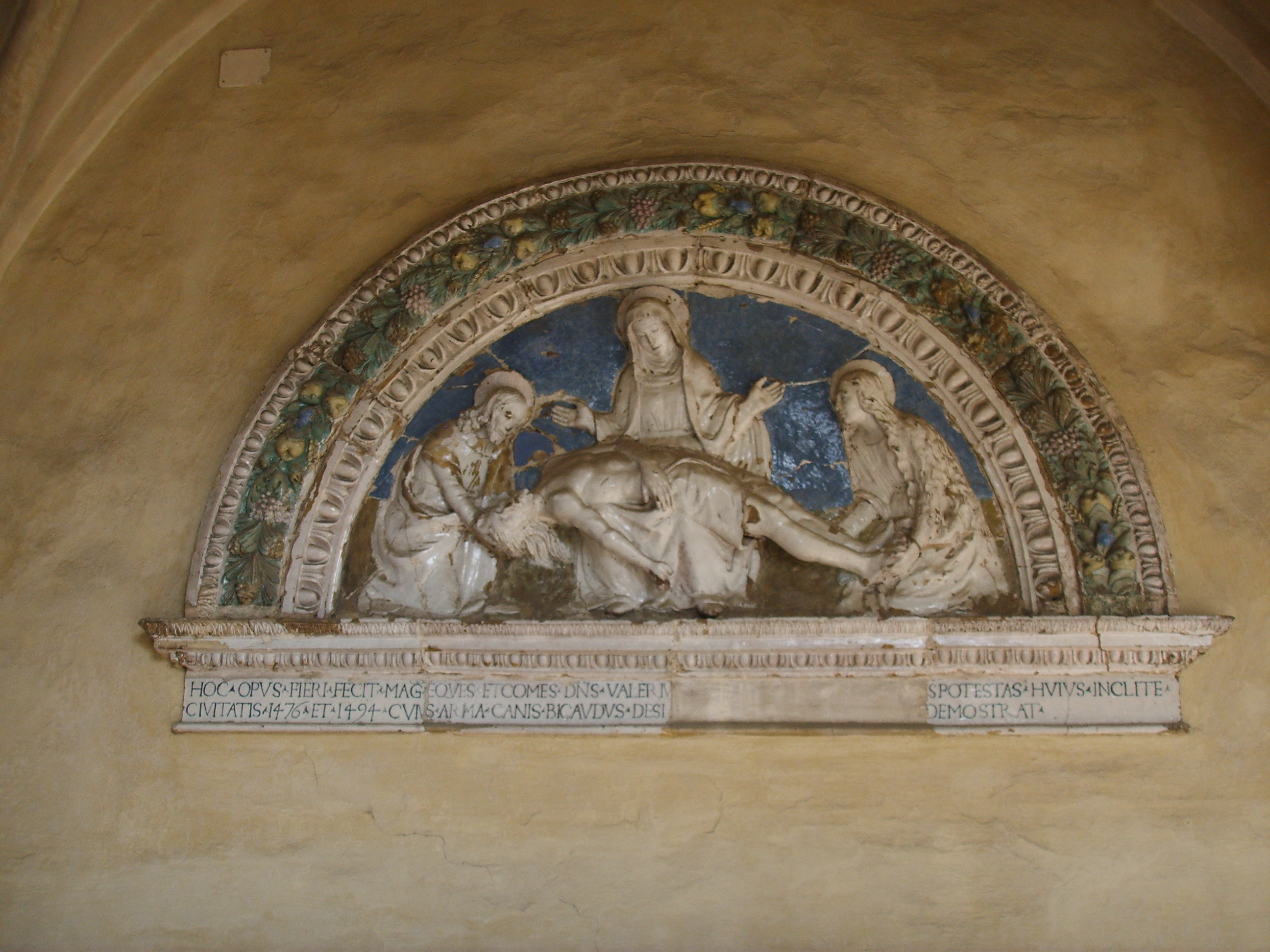
La lluneta de Giovanni della Robbia al claustre

Al segle xv, l'hospital va gaudir d'una important prosperitat econòmica i el 1419 va rebre la visita del papa Martí V, qui va consagrar l'església del centre mèdic el 1458. A l'any següent es va addicionar a l'edifici original un claustre, obra que va ser a càrrec de Bicci di Lorenzo, i la qual va marcar una important transformació i expansió al pla inicial. El claustre encara conserva una lluneta on està representada una pietà de l'artista Giovanni della Robbia i una escultura de la Mare de Déu amb l'Infant i dos àngels atribuïda a Michelozzo. A les primeres dècades del segle xv, els passadissos van ser decorats amb frescs de Niccolò di Pietro Gerini, alguns dels quals encara es preserven en la seva ubicació original i d'altres van ser remoguts i col·locats a la sala del papa Martí V, on actualment està situada l'oficina del president de l'hospital. Al claustre dels Ossos es trobava el fresc del Judici Universal, obra encarregada per Gerozzo Dini el 1499 a Fra Bartolomeo i Mariotto Albertinelli, per decorar la capella fúnebre de la seva mare. A causa del seu estat de degradació, el 1871 la pel·lícula pictòrica va ser separada de la paret i traslladada al Museu Nacional de San Marco.

## El Cinquecento
Al segle xvi importants artistes van intervenir en la decoració de l'hospital com: Giambologna, que va realitzar estucs en la secció masculina de l'hospital. Alessandro Allori, que va rebre l'encàrrec de pintar frescs a la capella a l'àrea destinada als homes. Bernardo Buontalenti, que va pintar frescs a les parets i sostres de la secció destinada a les dones. També, es va encarregar a aquest últim artista dissenyar de l'entrada principal a l'establiment, tanmateix, Bountalenti mai no va arribar a veure la implementació del seu projecte. L'any 1611 es va iniciar la construcció de l'ingrés a l'hospital a càrrec de l'arquitecte Giulio Parigi, i es va completar definitivament el 1960. Alguns frescs que van decorar l'hospital van ser traslladats posteriorment a la Pinacoteca del museu Spedale degli Innocenti.